# Automolis sarcosoma
Automolis sarcosoma là một loài bướm đêm thuộc phân họ Arctiinae, họ Erebidae.